# Mary Kenneth Keller
Mary Kenneth Keller (Cleveland (Ohio), 17 december 1913 – Dubuque, 10 januari 1985) was een Amerikaanse wiskundige die geldt als pionier op het gebied van de informatica. Ze was de tweede persoon en de eerste vrouw die in de Verenigde Staten een doctoraat ontving in de computerwetenschappen. Iets eerder diezelfde dag ontving een man, Irving C. Tang, ook zo een doctoraat. Daarnaast was ze een katholieke non. 

## Biografie
Keller was een dochter van John Adam Keller en Catherine Josephine Sullivan. Ze trad in 1932 toe tot de Sisters of Charity of the Blessed Virgin Mary en legde in 1940 bij die religieuze congregatie haar geloften af. Door het intreden in deze orde werd haar een leven vol zorg voor een echtgenoot en kinderen bespaard en kon zij zich wijden aan nadenken en onderzoek.
In 1943 voltooide Keller een Bachelor of Science in wiskunde en in 1953 een Master of Science in wis- en natuurkunde, beide aan de katholieke DePaul University in Chicago. Zij promoveerde in 1965 aan de Universiteit van Wisconsin-Madison op een proefschrift met de titel Inductive Inference on Computer Generated Patterns. Dit handelde over "het construeren van algoritmen die analytische differentiatie uitvoeren op algebraïsche expressie, geschreven in CDC FORTRAN 63."  Tijdens deze periode was ze verbonden aan verschillende instellingen, waaronder de Universiteit van Michigan, Purdue-universiteit en Dartmouth College. 
Keller geloofde in het potentieel van computers om de toegang tot informatie te vergroten en educatie  te bevorderen. Na het behalen van haar doctoraat richtte Keller de afdeling computerwetenschappen op aan Clarke College, een katholieke vrouwenschool opgericht door haar eigen orde, de Sisters of Charity of the Blessed Virgin Mary in Dubuque (Iowa). In datzelfde jaar kende de National Science Foundation haar een subsidie van $ 25.000 toe, te besteden aan lesmateriaal. Zij gaf dat geld uit aan moderne apparatuur. Keller gaf twintig jaar leiding aan deze eerste afdeling computerwetenschappen bij een kleine universiteit.
Clarke College (tegenwoordig de Clarke University) vernoemde een ondersteunende afdeling voor studenten, personeel en docenten naar haar, de Keller Computer Center and Information Services. Het college heeft ter ere van haar ook de Mary Kenneth Keller Computer Science Scholarship ingesteld.
Keller was een pleitbezorger voor de betrokkenheid van vrouwen bij computergebruik en het gebruik van computers voor het onderwijs. Ze hielp bij de oprichting van de Association of Small Computer Users in Education en schreef vervolgens vier boeken op dit gebied.  